# Julien Faussurier
Julien Faussurier, né le 14 janvier 1987 à Lyon, est un footballeur français. Joueur très polyvalent, il évolue aux postes de latéral droit et de milieu droit.

## Biographie

### Formation
C'est à l'âge de 10 ans que Julien Faussurier découvre le football avec l'Olympique lyonnais. En 2002, il participe à la Coupe Nationale des 14 ans avec la sélection de Rhône-Alpes, en compagnie d'Anthony Mounier. Il grimpe tous les échelons avec brio au sein de la formation rhônalpine et va même participer à la finale de la Coupe Gambardella en 2005, en tant que titulaire (défaite 6-2 contre Toulouse FC). Il fait partie de la fameuse génération 87 et a évolué aux côtés de futurs grands joueurs comme Karim Benzema, Loïc Rémy ou encore Hatem Ben Arfa. En 2006, il intègre le groupe de l'équipe réserve, qui évolue en CFA mais part la saison suivante pour l'ESTAC. Après une saison passée avec l'équipe réserve en CFA 2, il finit par intégrer le groupe professionnel lors de l'été 2008. 

### Carrière professionnelle

#### Débuts à Troyes (2008-2013)
Avec l'ESTAC, il connaîtra toutes les émotions entre la descente de Troyes en National, sa remontée en Ligue 2 puis son grand retour en Ligue 1 en 2011-2012. Le joueur polyvalent (il peut évoluer en défense comme en milieu de terrain) a toujours été très régulièrement utilisé sur toutes les saisons qu'il a joué avec le club champenois. Lors de la saison 2012-2013, il aura participé à 28 matches, tous en tant que titulaire, inscrit trois buts et distribué 3 passes décisives. Il n'empêchera pas l'ESTAC de redescendre en Ligue 2 mais il se sera fait remarquer pour sa première saison au plus haut niveau.

#### Arrivée à Sochaux (2013-2016)
Alors que la fin de son contrat avec Troyes arrive en 2014, le club et le joueur sont parvenus à un accord pour que ce dernier puisse rejoindre Sochaux dès l'été 2013. Buteur lors du déplacement de Troyes en Franche-Comté lors de la 34e journée, il signe avec le FC Sochaux-Montbéliard un contrat de 4 ans. Il évolue ainsi en Ligue 1 pour la saison 2013-2014, puis en Ligue 2 à la suite de la relégation du club franc-comtois.

#### Arrivée en Bretagne, à Brest (2016-2022)
En juillet 2016, il s'engage pour deux saisons pour un autre club de Ligue 2, le Stade brestois. Il reste au Stade brestois durant six saisons, jouant en Ligue 1 et Ligue 2, où il marque 14 buts et délivre 27 passes décisives en 161 matchs disputés sous le maillot brestois. 

#### Retour bref à Sochaux (2022-2023)
A l'été 2022, Faussurier rejoint le FC Sochaux-Montbéliard où il joue une saison en Ligue 2, jouant 24 matchs pour 5 passes décisives délivrées. Il quitte le club sochalien après une seule saison, le club étant alors en grande difficulté financière,. 

#### Retour dans le Finistère, à Concarneau (2023-2024)
Pour la saison 2023-2024, il rejoint l'US Concarneau, club jouant sa première saison en Ligue 2. Lors de la 6e journée et du match US Concarneau - US Quevilly-Rouen, Faussurier dispute son 300e match de Ligue 2. Cette première saison sera assez convaincante puisqu'il jouera 36 matchs pour 3 passes décisives délivrées.

#### Fin de carrière à Locminé (depuis 2024)
Après la relégation de l'US Concarneau, Faussurier quitte le Finistère pour le Morbihan et Saint-Colomban Locminé.

## Statistiques
Le tableau suivant récapitule les statistiques de Julien Faussurier durant sa carrière.
| Saison                | Club                   | Championnat           | Championnat | Championnat | Championnat | Coupe nationale | Coupe nationale | Coupe nationale | Coupe de la Ligue | Coupe de la Ligue | Coupe de la Ligue | Play-offs | Play-offs | Play-offs | Total | Total | Total |
| Saison                | Club                   | Division              | M.          | B.          | P.d.        | M.              | B.              | P.d.            | M.                | B.                | P.d.              | M.        | B.        | P.d.      | M.    | B.    | P.d.  |
| 2008-2009             | ES Troyes AC           | Ligue 2               | 35          | 0           | 3           | 4               | 0               | 0               | 2                 | 0                 | 0                 | -         | -         | -         | 41    | 0     | 3     |
| 2009-2010             | ES Troyes AC           | National              | 38          | 5           | 4           | 3               | 0               | 0               | 3                 | 1                 | 1                 | -         | -         | -         | 44    | 6     | 5     |
| 2010-2011             | ES Troyes AC           | Ligue 2               | 37          | 3           | 1           | 3               | 0               | 0               | 1                 | 1                 | 0                 | -         | -         | -         | 41    | 4     | 1     |
| 2011-2012             | ES Troyes AC           | Ligue 2               | 35          | 2           | 8           | 3               | 0               | 1               | 1                 | 0                 | 0                 | -         | -         | -         | 39    | 2     | 9     |
| 2012-2013             | ES Troyes AC           | Ligue 1               | 28          | 3           | 3           | 4               | 2               | 1               | 1                 | 0                 | 0                 | -         | -         | -         | 33    | 5     | 4     |
| Sous-total            | Sous-total             | Sous-total            | 173         | 13          | 19          | 17              | 2               | 2               | 8                 | 2                 | 1                 | -         | -         | -         | 198   | 17    | 22    |
| 2013-2014             | FC Sochaux-Montbéliard | Ligue 1               | 37          | 0           | 3           | 2               | 0               | 0               | 1                 | 0                 | 0                 | -         | -         | -         | 40    | 0     | 3     |
| 2014-2015             | FC Sochaux-Montbéliard | Ligue 2               | 36          | 0           | 5           | 2               | 1               | 0               | 0                 | 0                 | 0                 | -         | -         | -         | 38    | 1     | 5     |
| 2015-2016             | FC Sochaux-Montbéliard | Ligue 2               | 35          | 0           | 2           | 7               | 0               | 0               | 2                 | 0                 | 0                 | -         | -         | -         | 44    | 0     | 2     |
| Sous-total            | Sous-total             | Sous-total            | 108         | 0           | 10          | 11              | 1               | 0               | 3                 | 0                 | 0                 | -         | -         | -         | 122   | 1     | 10    |
| 2016-2017             | Stade brestois 29      | Ligue 2               | 38          | 3           | 5           | 2               | 0               | 0               | 2                 | 0                 | 0                 | -         | -         | -         | 42    | 3     | 5     |
| 2017-2018             | Stade brestois 29      | Ligue 2               | 37          | 8           | 13          | 2               | 0               | 0               | 1                 | 0                 | 0                 | 1         | 0         | 0         | 41    | 8     | 13    |
| 2018-2019             | Stade brestois 29      | Ligue 2               | 18          | 1           | 3           | 1               | 0               | 0               | 0                 | 0                 | 0                 | -         | -         | -         | 19    | 1     | 3     |
| 2019-2020             | Stade brestois 29      | Ligue 1               | 22          | 2           | 3           | 0               | 0               | 0               | 1                 | 0                 | 0                 | -         | -         | -         | 23    | 2     | 3     |
| 2020-2021             | Stade brestois 29      | Ligue 1               | 17          | 0           | 3           | 2               | 0               | 0               | -                 | -                 | -                 | -         | -         | -         | 19    | 0     | 3     |
| 2021-2022             | Stade brestois 29      | Ligue 1               | 16          | 0           | 1           | 1               | 0               | 0               | -                 | -                 | -                 | -         | -         | -         | 17    | 0     | 1     |
| Sous-total            | Sous-total             | Sous-total            | 148         | 14          | 28          | 8               | 0               | 0               | 4                 | 0                 | 0                 | 1         | 0         | 0         | 161   | 14    | 28    |
| 2022-2023             | FC Sochaux-Montbéliard | Ligue 2               | 24          | 0           | 5           | -               | -               | -               | -                 | -                 | -                 | -         | -         | -         | 24    | 0     | 5     |
| 2023-2024             | US Concarneau          | Ligue 2               | 36          | 0           | 3           | -               | -               | -               | -                 | -                 | -                 | -         | -         | -         | 36    | 0     | 3     |
| 2024-2025             | Saint-Colomban Locminé | National 2            | 25          | 1           | 5           | 4               | 0               | 0               | -                 | -                 | -                 | -         | -         | -         | 29    | 1     | 5     |
| Total sur la carrière | Total sur la carrière  | Total sur la carrière | 514         | 28          | 70          | 40              | 3               | 2               | 15                | 2                 | 1                 | 1         | 0         | 0         | 570   | 33    | 73    |

## Palmarès
Il est vice-champion de Ligue 2 en 2019 avec le Stade brestois 29.